# 콤팩트 디스크 디지털 오디오
콤팩트 디스크 디지털 오디오(영어: Compact Disc Digital Audio, CDDA, CD-DA)는 오디오 콤팩트 디스크를 위한 표준 포맷이다. 표준은 레인보 북스 시리즈의 하나인 레드북에 정의되어 있으며, 여기에는 모든 CD 포맷의 사양에 포함되어 있다.

## 표준
이 표준은 무료로 이용할 수 없으며 라이선스를 받아야 한다. 필립스와 IEC로부터 이용이 가능하다.

## 오디오 포맷
CD-DA에 포함된 소리는 44,100 Hz로 샘플링된 2채널 signed 16비트 선형 PCM으로 이루어진다.

## 포맷 종류
슈퍼 오디오 CD(SACD)는 1999년에 출시된 표준으로, 더 나은 음질을 CD에 제공하는 것이 목적이지만 그리 유명하게 쓰이진 않았다. 오디오 CD의 고급 버전인 DVD 오디오는 1999년에 병합되었다. 이 포맷은 고충실도(Hi-Fi)의 오디오를 제공하도록 설계되었다. 더 높은 샘플링 레이트를 적용하며 650 나노미터의 레이저를 사용하였다.

## 같이 보기
- WAV
- AIFF
- 디지털 권리 관리